# Randy Meisner (1978)
| Recensione | Giudizio |
| ---------- | -------- |
| AllMusic   |          |

Randy Meisner è il primo album in studio da solista di Randy Meisner, pubblicato dall'etichetta discografica Asylum Records nel 1978.

## Tracce

### LP
Lato A
1. Bad Man – 2:36 (J.D. Souther, Glenn Frey)
2. Daughter of the Sky – 4:13 (Bill Lamb)
3. It Hurts to Be in Love – 2:27 (Rudy Toombs, Julius Dixon)
4. Save the Last Dance for Me – 2:54 (Doc Pomus, Mort Shuman)
5. Please Be with Me – 3:19 (Scott Boyer)
6. Take It to the Limit – 4:17 (Randy Meisner, Don Henley, Glenn Frey)

Lato B
1. Lonesome Cowgirl – 3:42 (Alan Brackett, John Merrill)
2. Too Many Lovers – 4:02 (Bill Lamb)
3. If You Wanna Be Happy – 2:44 (Frank Guida, Carmela Guida, Joseph Royster)
4. I Really Want You Here Tonight – 3:48 (Alan Brackett)
5. Every Other Day – 3:52 (Bill Lamb)
6. Heartsong – 3:58 (Bill Martin)

## Musicisti
Bad Man
- Randy Meisner – voce
- Steve Edwards – chitarra solista
- Jerry Swallow – chitarra
- Geoffrey Leib – pianoforte
- Kerry Morris – basso
- Kelly Shanahan – batteria
- Donny Ullstrom – cori di sottofondo

Daughter of the Sky
- Randy Meisner – voce
- Jerry Swallow – chitarra
- Steve Edwards – chitarra
- John Hobbs – pianoforte
- Scott Shelley – sintetizzatore corde
- Kerry Morris – basso
- Kelly Shanahan – batteria
- Donny Ullstrom – cori di sottofondo
- Tita Kerpan – cori di sottofondo
- Jayne Zinsmaster – cori di sottofondo
- Alan Brackett – cori di sottofondo

It Hurts to Be in Love
- Randy Meisner – voce
- Jerry Swallow – chitarra
- Steve Edwards – chitarra
- John Hobbs – pianoforte
- Kerry Morris – basso
- Kelly Shanahan – batteria
- Donny Ullstrom – cori di sottofondo

Save the Last Dance for Me
- Randy Meisner – voce, basso
- Jerry Swallow – chitarra
- John Hobbs – pianoforte
- Ernie Watts – sassofono
- Kelly Shanahan – batteria
- Victor Feldman – percussioni
- J.D. Souther – cori di sottofondo
- Alan Brackett – cori di sottofondo
- Donny Ullstrom – cori di sottofondo

Please Be with Me
- Randy Meisner – voce
- Jerry Swallow – chitarra
- Steve Edwards – chitarra, dobro
- Alan Brackett – marxophone
- John Hobbs – pianoforte, organo
- Kerry Morris – basso
- Kelly Shanahan – batteria
- David Cassidy – cori di sottofondo
- Donny Ullstrom – cori di sottofondo

Take It to the Limit
- Randy Meisner – voce, cori di sottofondo
- Jerry Swallow – chitarra
- John Hobbs – pianoforte
- David Cassidy – cori di sottofondo
- Steven Scharf – cori di sottofondo

Lonesome Cowgirl
- Randy Meisner – voce, cori di sottofondo
- Jerry Swallow – chitarra
- Steve Edwards – chitarra
- Byron Berline – fiddle
- John Hobbs – pianoforte
- Kerry Morris – basso
- Kelly Shanahan – batteria
- Donny Ullstrom – cori di sottofondo

Too Many Lovers
- Randy Meisner – voce
- Jerry Swallow – chitarra
- Steve Edwards – chitarra
- John Hobbs – pianoforte
- Ernie Watts – sassofono
- Marty Paich – strumenti a corda
- Kerry Morris – basso
- Kelly Shanahan – batteria
- Steven Scharf – cori di sottofondo
- Donny Ullstrom – cori di sottofondo
- Alan Brackett – cori di sottofondo

If You Wanna Be Happy
- Randy Meisner – voce
- Jerry Swallow – chitarra
- John Hobbs – pianoforte
- Ernie Watts – sassofono
- Kerry Morris – basso
- Kelly Shanahan – batteria
- Victor Feldman – percussioni
- Richie Walker – cori di sottofondo
- Alan Brackett – cori di sottofondo

I Really Want You Here Tonight
- Randy Meisner – voce
- Steve Edwards – chitarra
- Jerry Swallow – chitarra
- John Hobbs – pianoforte elettrico
- Ernie Watts – sassofono
- Marty Paich – strumenti a corda
- Kerry Morris – basso
- Kelly Shanahan – batteria
- J.D. Souther – cori di sottofondo
- David Cassidy – cori di sottofondo
- Steven Scharf – cori di sottofondo
- Tita Kerpan – cori di sottofondo
- Jayne Zinsmaster – cori di sottofondo

Every Other Day
- Randy Meisner – voce
- Jerry Swallow – chitarra
- Steve Edwards – chitarra slide
- John Hobbs – pianoforte
- Kerry Morris – basso
- Kelly Shanahan – batteria
- J.D. Souther – cori di sottofondo
- Bill Lamb – cori di sottofondo
- Donny Ullstrom – cori di sottofondo

Heartsong
- Randy Meisner – voce
- Steve Edwards – chitarra
- Jerry Swallow – chitarra
- John Hobbs – pianoforte
- Marty Paich – strumenti a corda
- Kerry Morris – basso
- Kelly Shanahan – batteria
- Donny Ullstrom – cori di sottofondo

Note aggiuntive
- Alan Brackett – produttore
- Registrazioni effettuate al "Devonshire Sound Studios", North Hollywood, California
- Jerry Hudgins – ingegnere delle registrazioni
- Mastering effettuato al "Kendun Recorders" (Burbank, California)
- "Kosh" (John Kosh) – design e art direction copertina album
- James M. Shea – foto copertina album[2]